# Horus obscurus
Horus obscurus är en spindeldjursart som först beskrevs av Albert Tullgren 1907.  Horus obscurus ingår i släktet Horus och familjen Olpiidae. Inga underarter finns listade i Catalogue of Life.